# Кліт Чорний
Кліт Чорний (дав.-гр. Κλείτος; бл. 380 — 328 до н. е., Мараканда, Македонська імперія) — воєначальник і особистий друг Александра Великого. Син Дропіда, був братом Ланіки, няньки маленького Александра, знав царя з його юних років. Мав прізвисько Чорний, що відрізняло його від Кліта Білого.

## Біографія
У поході Александра в Азію Кліт, який вважався вже ветераном, командував царською агемою, обраним ескадроном гетайрів і завжди знаходився біля царя. В 334 до н. е. він врятував життя Александра в кінному бою на річці Гранік. Коли перський вельможа Спіфрідат заніс меча над оглушеним Александром, Кліт відрубив персу руку. У наступних боях агема Кліта завжди слідувала за своїм царем в саму гущу ворогів, які хотіли вбити Александра.
У 330 до н. е. після страти Філоти Александр розділив командування македонської кіннотою між Клітом та Гефестіоном.
Після захоплення Мараканди Александр хотів передати Кліту в управління сатрапію Согдіану, ще до кінця не підкорену, однак сталася трагедія: Кліт, розпалений вином, став звинувачувати Александра в тому, що той приписує всі перемоги собі, забуваючи про солдатів, порівнював Александра з його батьком Філіппом II і вів себе зухвало, виявляючи приховане невдоволення македонських ветеранів новими порядками. Александр кинувся зі списом на Кліта, але охоронці царя Птолемей і Пердікка втримали того поперек тіла, а інші — Леоннат та Лісімах — відібрали спис. Сварку насилу вдалося загасити, Кліта забрали з очей басилевса, але він повернувся знову з обвинувальною промовою. Запальний Александр вихопив спис у охоронця і вбив Кліта. В наступну ж мить, він спробував покінчити з собою тим же списом. Після цього Александр кілька днів не показувався на людях, щиро оплакуючи колишнього товариша.